# Gigantospora gigaspora
Gigantospora gigaspora — вид грибів, що належить до монотипового роду  Gigantospora.